# Hermann Kövess
 (avril 2013).
Si vous disposez d'ouvrages ou d'articles de référence ou si vous connaissez des sites web de qualité traitant du thème abordé ici, merci de compléter l'article en donnant les références utiles à sa vérifiabilité et en les liant à la section « Notes et références ».
Le baron Hermann Kövess von Kövessháza (nom complet en allemand : Hermann Albin Josef Freiherr Kövess von Kövessháza), né le 30 mars 1854 à Temesvár et décédé le 22 septembre 1924 à Vienne, était un Feldmarschall austro-hongrois qui s'illustra successivement sur tous les fronts où furent engagées les armées austro-hongroises pendant la Première Guerre mondiale. À partir du 3 novembre 1918, il fut le dernier commandant en chef des forces armées de l'Autriche-Hongrie.

## Biographie

### Début de carrière
Il était issu d'une famille germanophone du Banat et en 1865 il s'engagea comme cadet dans l'armée austro-hongroise (autrichienne jusqu'en 1867). Diplômé de l'Académie impériale des techniques militaires, il progresse rapidement dans l'infanterie. En juin 1911, il commande le XIIe corps d'Armée et est proche de la retraite lorsque se déclenche la Première Guerre mondiale.

### La Première Guerre mondiale

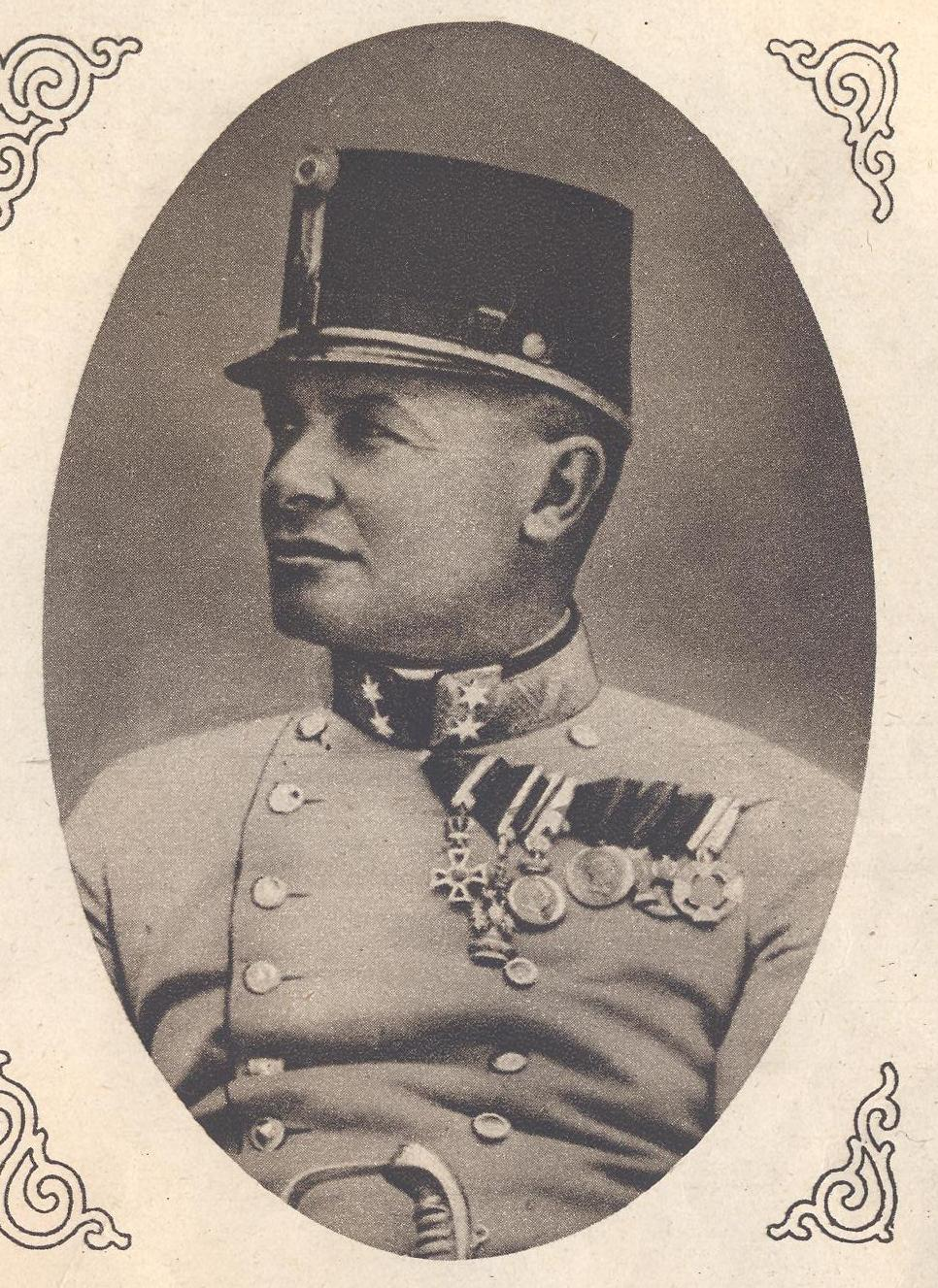
Hermann Kövess von Kövessháza, 1915

À la tête de l'armée stationnée en Galicie, il participe alors à l'offensive contre les troupes russes en 1914.
En 1915, général, il prend la tête de la 3e armée en Serbie. Lors de la campagne de 1915, commandant des chasseurs tyroliens, il doit attaquer les positions serbes situées à l'ouest de Belgrade, et prendre la ville.
Il est affecté en 1916 sur le front italien, et participe aux offensives sur l'Isonzo lancées en 1916.
Commandant de la 7e armée, il participe aux affrontements sur le front roumain. Il exerce son commandement en Bucovine en 1917 et est nommé Feld-maréchal le 5 août 1917.
En septembre 1918, il commande toutes les troupes austro-allemandes dans les Balkans. En effet, à la suite de l'armistice bulgare, il prend le commandement d'une nouvelle armée austro-allemande, qui doit défendre les régions de Serbie occupées par la double monarchie sur une ligne de front passant par Niš ; positionné à Belgrade à partir du 8 octobre, il tente d'organiser une ligne défense dans la région de Niš. Mais, rapidement dépassé par les événements, Kövess ne peut pas s'opposer efficacement à l'avancée rapide des unités franco-serbes.
Le 3 novembre 1918, il succède à Arthur Arz von Straußenburg en tant que commandant en chef de l'armée austro-hongroise. L'Empire est alors en train de se désintégrer : Kövess ne peut qu'ordonner la retraite des troupes et à proclamer la démobilisation des forces armées décidée par l'empereur Charles Ier. Il poursuit cette opération de démobilisation jusqu'au 3 décembre suivant.

### L'après guerre
Après la guerre, il vit d'une modeste retraite à Vienne où il s'occupe d'arts et des anciens décorés de la Médaille de l'Ordre militaire de Marie-Thérèse. Il décède en cette ville en 1924 et après des funérailles en grande pompe, son corps est inhumé au cimetière Kerepesi à Budapest.

## Honneurs et décorations
- chevalier de 1re classe de l'Ordre de la Couronne de fer.